# 北方省 (赞比亚)
北方省（英文：Northern Province）是赞比亚10省之一，省內分為12個區，首府卡萨马。該省約佔贊比亞五分一的陸地面積，2010年時人口1,304,435人。该省与民主刚果、坦桑尼亚、马拉维接壤。
省內有恩桑巴國家公園、姆韋魯萬蒂帕國家公園、伊桑加諾國家公園等國家公園。
11°S 31°E / 11°S 31°E